# Für Jojo
Für Jojo ist ein deutscher Spielfilm mit Caro Cult, Nina Gummich und Steven Sowah. Regie führte Barbara Ott, das Drehbuch stammt von Stefanie Ren. Produzent ist Alexander Funk. Premiere war am 24. Juni 2022 beim Filmfest München in der Sektion Neues Deutsches Fernsehen. Auf Netflix wurde der Film am 11. Juli 2022 veröffentlicht.

## Handlung
In Für Jojo wird die jahrelange, tiefe Freundschaft zwischen Paula und Jojo einer Zerreißprobe unterzogen, als Jojo plötzlich den Mann ihrer Träume trifft. Während sie auf rosaroten Wolken schwebt, bricht für Paula eine dunkle Zeit an. Sie ist wütend, gekränkt und einsam. Ohne ihre langjährige Seelenverwandte und auf sich allein gestellt, versucht sie, ihr Leben neu zu gestalten. Doch gezeichnet vom Trennungsschmerz lässt sie schließlich nichts unversucht, um Jojo zurückzugewinnen und einen Keil zwischen das glückliche Paar zu treiben.

## Produktion und Hintergrund
Die Dreharbeiten fanden unter anderem in Berlin und auf Sylt statt. Produziert wurde der Spielfilm von Oberonfilm (Produzent Alexander Funk).
Regisseurin ist Barbara Ott, das Drehbuch hat Stefanie Ren nach eigener Idee geschrieben.
Die Kamera führte Falko Lachmund, die Montage verantwortete Gregory Schuchmann und das Casting Iris Baumüller und Deborah Congia.
Das Kostümbild gestaltete Tina Eckhoff, das Szenenbild Janina Schimmelbauer, den Ton Oscar Stiebitz, und das Maskenbild Heidi Wick und Anne Fonfara.

## Auszeichnungen und Nominierungen
Filmfest München 2022
- Nominierung für den Bernd Burgemeister Fernsehpreis in der Kategorie Bester Fernsehfilm (Alexander Funk)[3]